# Рогожкіна Наталія Сергіївна
Наталія Сергіївна Рогожкіна (*21 жовтня 1974) — російська актриса.
Закінчила Школу-студію МХАТ.

## Телебачення
- 1999 «Каменська» — Даша, дружина брата Каменської
- Марш Турецького (2000)
- Далекобійники (2001)
- Єсенін (2005)
- 2006 «Віртуальний роман» — Олександра, головна роль
- 2007 Онук космонавта
- Журов 2 (2010)
- «Четвер, 12-те» (2012)